# Lecco (provins)
Lecco är en provins i regionen Lombardiet i Italien. Lecco är huvudort i provinsen. Provinsen bildades 1992 med 84 kommuner från provinsen Como och 6 kommuner från provinsen Bergamo varav en Torre de' Busi 2017  återgick till Bergamo.

## Administration
Provinsen Lecco är indelad i 84 comuni (kommuner). All kommuner finns i lista över kommuner i provinsen Lecco.
| Datum           | Ny kommun           | Kommuner som upphörde                     |
| --------------- | ------------------- | ----------------------------------------- |
| 4 februari 2014 | Verderio            | Verderio Inferiore och Verderio Superiore |
| 30 januari 2015 | La Valletta Brianza | Perego och Rovagnate                      |
| 1 januari 2020  | Valvarrone          | Introzzo, Tremenico och Vestreno          |
| 1 januari 2020  | Bellano             | Vendrogno uppgick i                       |

Kommunen Torre de' Busi flyttades till provinsen Bergamo den 27 januari 2018.

## Geografi
Provinsen Lecco gränsar:
- i norr och väst mot provinsen Como
- i öst mot provinserna Sondrio och Bergamo
- i syd mot provinsen Milano

Italiens tredje största insjö, Comosjön, ligger mot gränsen till provinsen Como.